# Stanhopeinae
Stanhopeinae – podplemię roślin z rodziny storczykowatych (Orchidaceae). Obejmuje 22 rodzajów. Rośliny te występują w Ameryce Środkowej i Ameryce Południowej.

## Systematyka
Podplemię sklasyfikowane do plemienia Cymbidieae z podrodziny epidendronowych (Epidendroideae) w rodzinie storczykowatych (Orchidaceae), rząd szparagowce (Asparagales) w obrębie roślin jednoliściennych.
Wykaz rodzajów
- Acineta Lindl.
- Archivea Christenson & Jenny
- Braemia Jenny
- Cirrhaea Lindl.
- Coryanthes Hook.
- Embreea Dodson
- Gongora Ruiz & Pav.
- Horichia Jenny
- Houlletia Brongn.
- Kegeliella Mansf.
- Lacaena Lindl.
- Lueckelia Jenny
- Lueddemannia Linden & Rchb.f.
- Paphinia Lindl.
- Polycycnis Rchb.f.
- Schlimia Planch. & Linden
- Schlimmia Planch. & Linden ex Linden
- Sievekingia Rchb.f.
- Soterosanthus F.Lehm. ex Jenny
- Stanhopea J.Frost ex Hook.
- Trevoria F.Lehm.
- Vasqueziella Dodson